# Montfrin
Montfrin là một xã trong vùng Occitanie. Xã Montfrin nằm ở khu vực có độ cao trung bình 21 mét trên mực nước biển.
Montfrin nằm giữa Nîmes và Avignon, cự ly 10 km so với Pont du Gard. Sông Gardon chảy qua thị trấn.
Charles Martel đã có trận đánh chống Saracens năm 736, 4 năm sau trận Tours.